# 尤里卡 (伊利諾伊州)
尤里卡（英語：Eureka）是一個位於美國伊利諾伊州伍德福德縣的城市。根據2010年美國人口普查，該地共人口5295人，而該地的面積約為7.06平方千米。同時該地也是伍德福德縣的縣治。

## 地理
尤里卡的座標為40°42′56″N 88°10′31″W / 40.71556°N 88.17528°W，而該地的平均海拔高度為234米（即768英尺）。